# Medard Edmond Duchatelez
Medard Edmond Duchatelez (Pervijze, 30 maart 1862 – Oostkerke, 30 augustus 1947), was landbouwer en Belgische senator en burgemeester.

## Levensloop
Duchatelez was een zoon van Jacob Duchatelez (Alveringem 04.02.1821 - Pervijze 25.08.1890) en van Juliana Avereyn (Beerst 19.04.1837 - Pervijze 06.08.1892). Medard groeide op en werkte op de hoeve van zijn ouders in Pervijze. Zijn vader Jacob was van 1885 tot 1890 eveneens burgemeester van Pervijze. Medard huwde op 27 oktober 1896 in Staden met Celine Ampe (Staden 23.03.1871 - Pervijze 30.11.1901) en ze hadden een dochter, Maria (Pervijze 04.07.1899 - Oostkerke 28.04.1978). Na de vroege dood van zijn vrouw, bleef hij bijna een halve eeuw weduwnaar. Op 22 december 1906 verhuisden Medard Duchatelez en zijn dochter Maria van Pervijze naar naburige Oostkerke. Hij nam er de abdijhoeve 't Groot Kameroen in Oostkerke (Diksmuide) over. Zijn dochter Maria huwde op 10 november 1925 met Georges Delputte, die de hoeve overnam.

## Politiek
Na het overlijden van zijn vader stapte Medard Duchatelez in de lokale gemeentepolitiek. In Pervijze was hij gemeenteraadslid (1892-1907) en schepen (1900-1907). Vervolgens werd hij in 1907 in Oostkerke verkozen en legde er op 18 januari 1908 zijn eed af als gemeenteraadslid. Bij Koninklijk Besluit van 30 oktober 1912 werd hij benoemd tot burgemeester wat hij ook bleef tot in 1938. Hij werd opgevolgd door zijn schoonzoon Georges Delputte.
Tijdens de Eerste Wereldoorlog werd Oostkerke, vlak bij het front gelegen, volledig verwoest. Vanaf 1919 verdedigde hij de belangen van de landbouwers in de regio Diksmuide-Veurne - als regiovoorzitter - in het Landbouwverbond van de verwoeste streek van West-Vlaanderen (Ministerie van Landbouw en Openbare Werken). Hij zette zich ook in voor de heropbouw van zijn historisch hoeve, maar ook voor de wederopbouw van het dorp Oostkerke. Omwille van hoge saneringskosten besliste men om de dorpskern niet meer op zijn oorspronkelijke plaats te herbouwen. Deze kreeg een nieuwe locatie tussen de spoorlijn en de Lettenburgstraat (1920-1921).
Hij kwam als opvolger voor op de senaatslijst van de katholieke partij in het arrondissement Oostende, en toen senator Auguste Hamman begin 1927 overleed, volgde hij hem op. Hij vervulde het mandaat tot aan de volgende wetgevende verkiezingen in 1929. Hij was ook lid van de hoofdraad van de Belgische Boerenbond.
Nog andere verwanten waren politiek actief:
- een zus, Leonie Duchatelez (1860-1913), was gehuwd met Renatus Demolder (1848-1913), burgemeester van Zoutenaaie;
- een zus, Elisa Duchatelez (1865-1906), was gehuwd met Hippoliet Ampe (1854-1914), burgemeester van Handzame;
- een neef, Medard Joseph Avereyn, was op het eind van de Tweede Wereldoorlog dienstdoend burgemeester in Pervijze.
- de echtgenoot van een kleindochter, Hendrik Laridon (1935-2019), burgemeester van Diksmuide
- een achterkleindochter, Lies Laridon (°1969), huidige burgemeester van Diksmuide